# Nezamí Ganyaví
Nezâmí-ye Ganŷaví (azerí: Nizami Gəncəvi, persa: نظامی گنجوی; kurdo: Nîzamî Gencewî, 1141—1209), o Nezāmi (farsi:نظامی ), cuyo nombre formal era Niżām ad-Dīn Abū Muḥammad Ilyās ibn-Yūsuf ibn-Zakī ibn-Mu‘ayyad, es considerado el más grande poeta épico romántico de la literatura persa, quien aportó un estilo coloquial y realista a la épica persa. Su herencia es ampliamente apreciada y compartida en Afganistán, Azerbaiyán, Irán y Tayikistán.
Hakim Nizami, poeta y narrador iraní de habla persa del siglo VI de la Hégira (XII d. C.), conocido como el dueño del estilo y líder de la narración en la literatura persa. Nizami tenía un amplio dominio del conocimiento común de su tiempo (ciencias literarias, astronomía, filosofía, ciencias islámicas, jurisprudencia, teología y lengua árabe), característica que se conoce claramente en su poesía. El 21 de marzo es el día de conmemoración militar de Ganjavi en el calendario oficial de Irán.

## Influencias y escena literaria

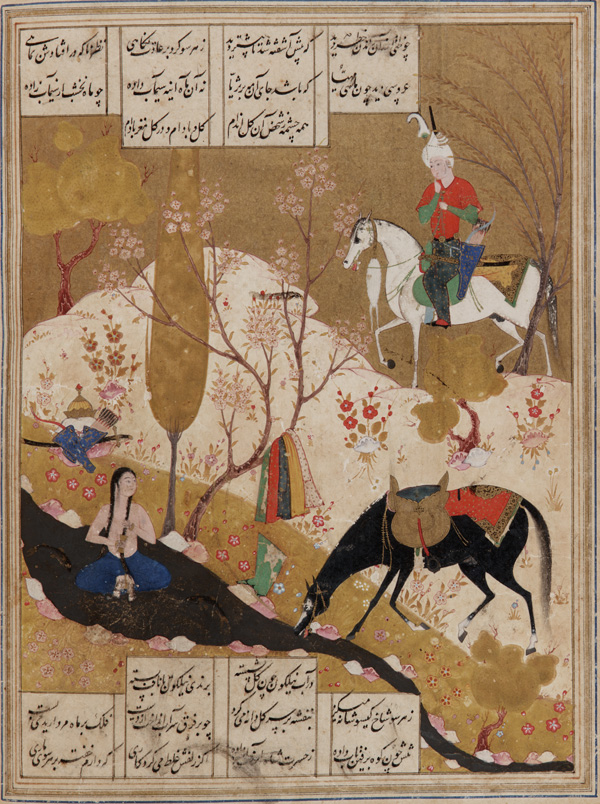
Cosroes descubre a Shirin tomando un baño.

El ejemplo más antiguo disponible de poesía persa de la zona es la producida por Qatrán Tabrizí que sirvió en las cortes de las dinastías Shaddadí y Rawadí.  A Qatrán Tabrizí algunos estudiosos del último siglo lo denominan como fundador de la escuela de "Azerbaiyán" o "Transcaucásica" de la poesía persa. Esta escuela desarrolló un estilo distintivo de poesía persa, que contrastaba con el estilo "jorasaní" en cuanto a su sofisticación retórica, el uso inovativo de la metáfora y el uso de terminología técnica e imágenes cristianas. En 1075 los Selyuquíes le quitaron el control de Ganyá a los Shaddadíes y diseminaron la literatura persa hacia el oeste a sus cortes.  A mediados del siglo XII, el control ejercido en la región por los Selyucidas se debilitó y los gobernadores de sus provincias, prácticamente príncipes locales autónomos, promovieron aún más la cultura, el arte y la poesía persa en sus cortes. Nezami estuvo bajo el mecenazgo de diferentes gobernantes y dedicó sus épicas a diferentes dinastías rivales incluidos los Selyuqs, Eldiguzíes, Shirvanshah, el gobernante de Ahar y Ahmadilis (Atabekan-e-Maragheh). Aunque gozó del mecenazgo de varios gobernantes y príncipes, evitó la vida en la corte y en general se cree que vivió una vida retirada.
Según el profesor Chelkowski: Parecería que el pasatiempo favorito de Nezamí era la lectura del  Shahnameh (El libro de los Reyes), la épica monumental escrita por Ferdousí. Nezamí menciona a Ferdousí como el sabio (hakim y daná) y el gran maestro del discurso: que posee palabras que engalanan como una novia nueva. Nezamí le aconseja al hijo del Shirvanshah que lea el Shah-nama y recuerde los dichos y lecciones de los sabios. Nezami utilizó el Shahnameh como fuente en sus tres épicas "Haft Paykar (Las siete bellezas)", "Cosroes y Shirin" y "Eskandar-nameh".
La historia de Vis y Ramin también ejerció una influencia importante sobre Nezami. Si bien Nezami toma las bases para la mayoría de sus argumentos de Ferdousí, la base para su retórica proviene de Gorgani. Esto es especialmente evidente en "Cosroes y Shirin", que tiene la misma métrica e imita alguna de las escenas de Vis y Ramin. El interés de Nezami por la astrología también tiene un precedente en una elaborada descripción astrológica del cielo nocturno en Vis y Ramin. Nezami ejerció una gran influencia en la tradición romántica, y se puede afirmar que Gorgani fue el que inició mucha de la retórica distintiva y atmósfera poética de esta tradición, con la ausencia de la influencia sufí, que se puede observar en la poesía épica de Nezami.
La primera obra monumental de Nezami, el Majzan al-Asrar está influida por el "Hadikat al-Hakika" de Sanai. Nezami reconoce esto, pero considera que su obra es superior. Las principales similitudes entre los poemas de Sanai y de Nezami se encuentran en el género ético-filosófico, si bien Nezami utiliza una métrica diferente y organiza la obra de una manera distinta.
La imaginería elaborada de Khaqani Sherwani, ejerció una influencia transitoria en Nezami Ganjavi y sobre la poesía persa posterior en general.

## Adaptaciones cinematográficas
- Una travesura (en azerbayano, Fitnə; en Idioma ruso, Фитнэ), cortometraje de dibujos animados de 1970 producido por los estudios Azerbayanfilm (Азербайджанфильм) y dirigido por Aga-Nagui Ajúndov (en azerbayano, Ağanağı Axundov; en ruso, Ага-Наги Ахундов); las imágenes son del estilo de las miniaturas medievales.[13]